# Perizoma flavata
Perizoma flavata är en fjärilsart som beskrevs av Feichtenberger 1965. Perizoma flavata ingår i släktet Perizoma och familjen mätare. Inga underarter finns listade i Catalogue of Life.